# Sanguigna (Colorno)
Sanguigna (Sanguègna in dialetto parmigiano) è una frazione del comune di Colorno, posta a 3 km a nord di Colorno e a 19 km a nord di Parma.

## Geografia fisica
Il paese è ubicato nella pianura padana, nella Bassa parmense. Si snoda principalmente sulla strada che da Sacca conduce a Coltaro. A nord dell'abitato scorre il fiume Po a sud il canale Lorno.

## Origini del nome
Il toponimo Sanguigna è un fitonimo che fa riferimento alla sanguinella, arbusto il cui legno era utilizzato in passato per realizzare gli ingranaggi dei mulini.

## Storia
In epoca antica nei pressi dell’attuale Sanguigna era ubicata la foce della  Parma. I romani operarono una deviazione del torrente allo scopo di rallentare la velocità delle acque e agevolare la navigazione e lo portarono a sboccare in Po nei pressi dell’attuale Copermio. Ancor oggi è visibile un ampio arco che il corso d’acqua compie poco dopo Torrile dirigendosi improvvisamente verso est. Il vecchio corso sarebbe oggi occupato dal primo tratto del Lorno e più a nord dalla dugara di Sanguigna.
Il territorio di Sanguigna prima occupato dal corso del Po si forma attorno all'XI secolo a seguito dello spostamento verso nord dell'alveo del fiume. Successivamente viene bonificato e messo a coltura dai benedettini di San Giovanni Evangelista. I monaci qui costruiscono una grancia poi trasformata in corte agricola fortificata in cui viene edificata anche un edificio di culto, la chiesa di San Salvatore che è citata per la prima volta in una bolla pontificia del 1114. L'abitato che nel frattempo sorse nelle vicinanze all'inizio non aveva dimensioni rilevanti dato che non fu dotato di una propria chiesa.
Come in altri centri lungo le rive del Po Sanguigna presenta una caratteristica conformazione allungata; le abitazioni si snodano lungo una strada che ricalca le antiche anse del fiume. Questa particolarità si evidenzia ancor di più quando il popolamento fu operato da un latifondista, che a Sanguigna era costituito dal monastero di San Giovanni, tramite la pratica dell'enfiteusi. Un altro caso simile a pochi chilometri di distanza è rappresentato dagli insediamenti di Mezzano Superiore e Mezzano Inferiore in cui il proprietario terriero che affittava i terreni era il vescovo di Parma. I monaci e i contadini via via stabilitisi sul territorio progressivamente bonificarono e iniziarono la coltivazione di tutta l'area di Sanguigna.
Poco più a nord di Sanguigna nel frattempo il Po seguitava l’attività di apporto di sedimenti alla sponda parmense. Tra il XIV e il XVI secolo su questi nuovi terreni sorse il nuovo centro abitato di Cella, dotato anche di una propria chiesa dedicata a S. Pietro. Il nuovo territorio non ebbe però vita lunga, fu lentamente divorato dall’erosione delle acque del fiume. Dell’esistenza paese rimangono come testimonianza alcune carte e i registri parrocchiali che terminano con un battesimo effettuato nel 1764 in un’abitazione privata in cui era intanto stato trasferito il necessario per somministrare i sacramenti. Due anni dopo i registri saranno definitivamente portati a Colorno. 
Con la venuta di Napoleone la grancia benedettina fu confiscata ai monaci e alienata divenendo di proprietà privata.

#### Chiesa di San Salvatore

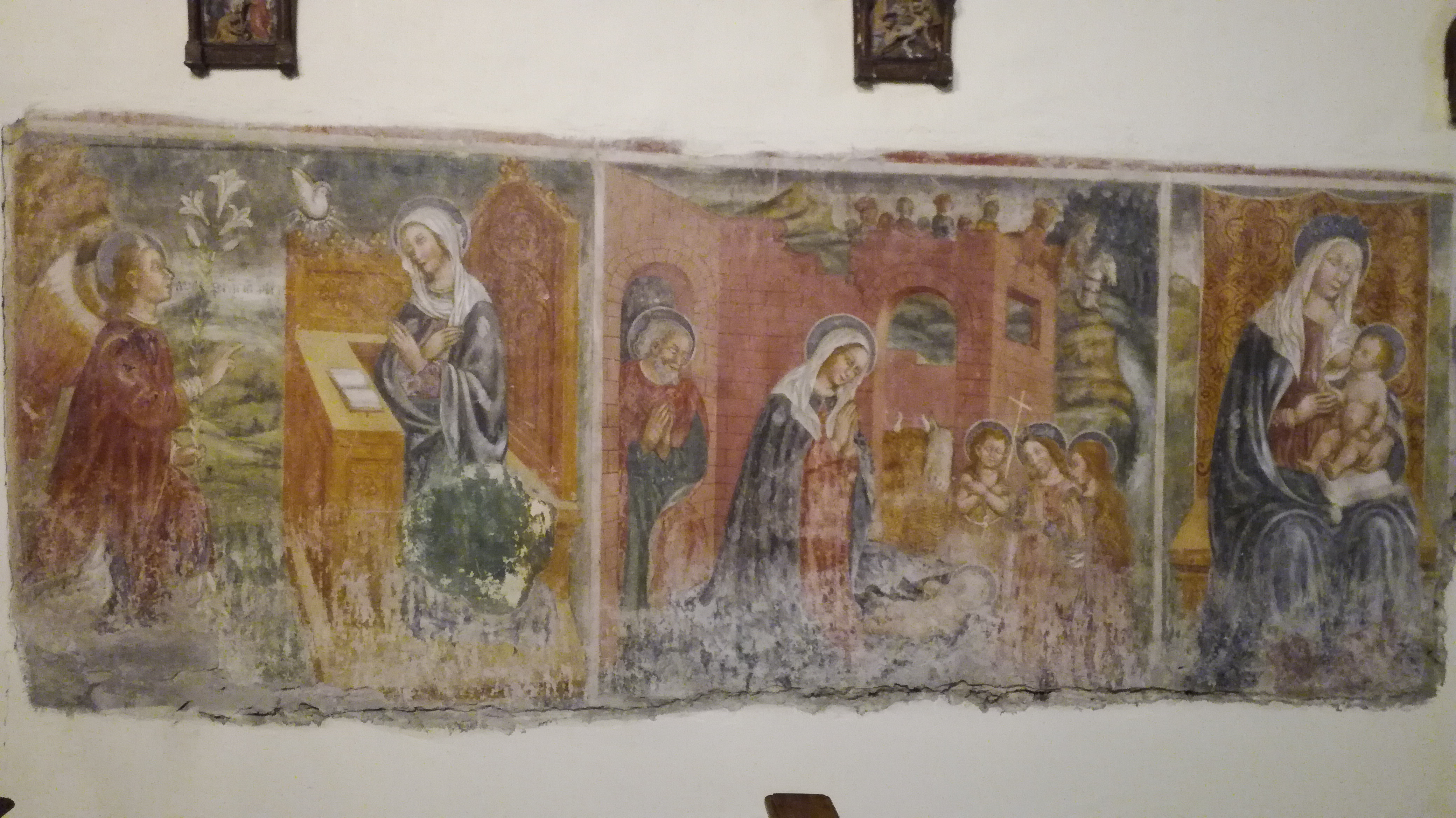
Jacopo Loschi, Annunciazione, Adorazione del Bambino e Madonna del latte, Chiesa di San Salvatore

#### Grancia benedettina

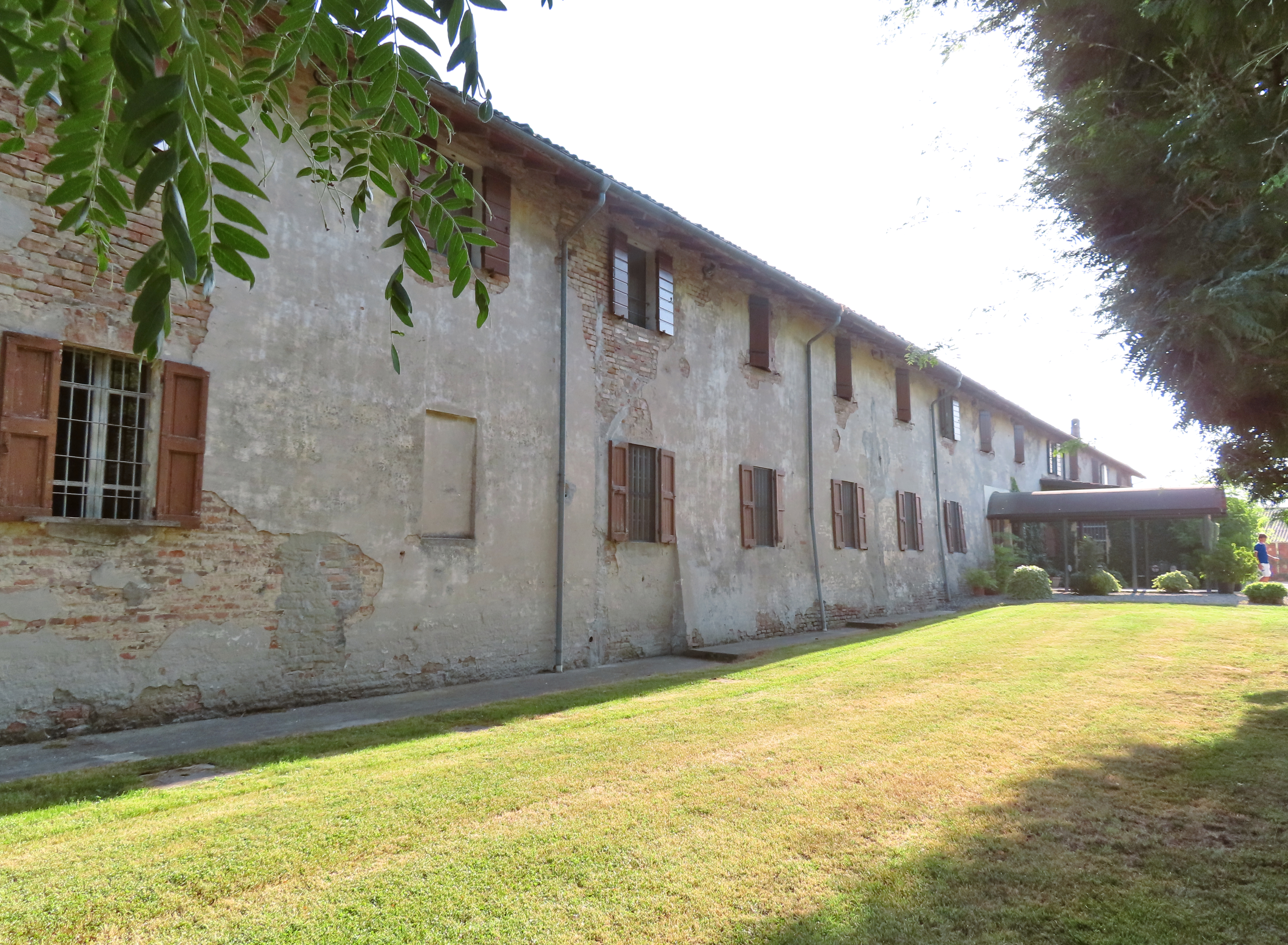
Grancia benedettina

## Monumenti e luoghi d'interesse

### Altro
Nei pressi di Sanguigna negli anni 70 del XVIII secolo venne recuperata una stele funeraria romana del II secolo d.C. oggi conservata presso il museo archeologico nazionale di Parma. Non è conosciuta la sua collocazione originaria, in quanto fu più volte reimpiegata nel corso dei secoli in vari luoghi e per scopi diversi, l'ultimo dei quali fu per regimare le acque di un canale. Vi compare un busto inserito in una nicchia con ornamenti floreali al di sotto della quale compaiono degli strumenti di lavoro del settore tessile; l'uomo a cui era dedicato il monumento funebre, tale Pupius Amicus, aveva probabilmente raggiunto una certa agiatezza grazie alla propria attività di Purpurarius.